# Im Oberdorf 1 (Castell)

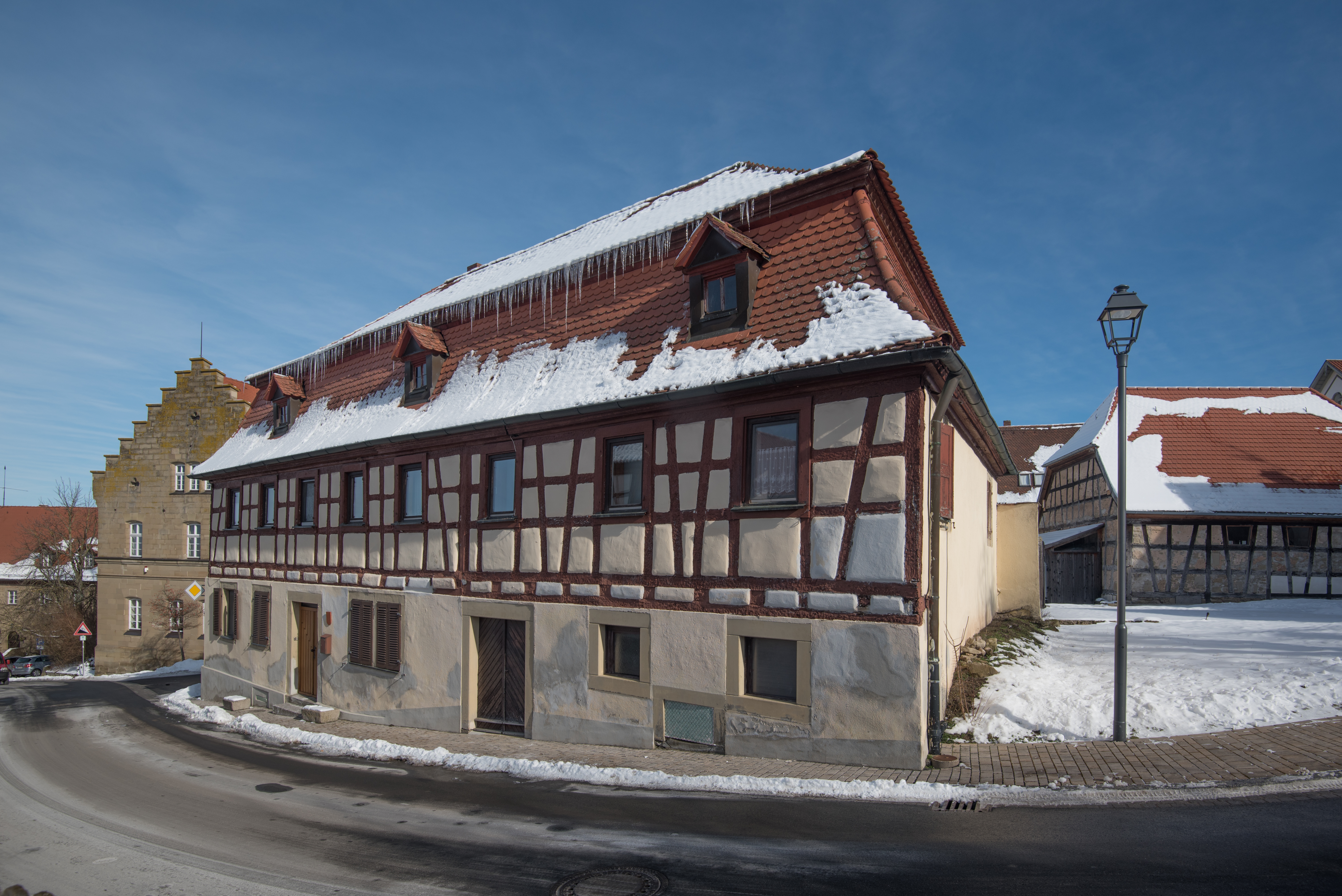
Haus Im Oberdorf 1

Das Haus Im Oberdorf 1 (früher Hausnummer 64) ist ein denkmalgeschütztes Gebäude in Castell im unterfränkischen Landkreis Kitzingen.

## Geschichte
Das Grundstück im Casteller Oberdorf ist bereits seit dem 17. Jahrhundert bebaut. Als erster Besitzer ist im Jahr 1617 der Wildbadmeister Hanns Simon nachgewiesen. 1643 erwarb Franz Dürr das Haus, ihm folgte 1645 der Zimmermann Hanns Bernhard nach. Zwischen 1677 und 1730 ist das Ehepaar Hanns Michel Wittstatt nachweisbar, Wittstatt war als Kastenmeister für die Finanzverwaltung der Grafschaft zuständig. Bis 1777 lebte Johann Ziegler im Haus, der als Kanzlist und Registrator tätig war. 
Ein Neubau wurde mit dem Übergang des Hauses an Andreas Lapp in Angriff genommen. Der Handelsmann kaufte bereits 1777 mit seinem Einzug 50 Stämme Bauholz für den Neubau und lebte bis zur Fertigstellung im Haus Bergstraße 1. Das Haus wurde 1783 eingeweiht. Nach dem Tod von Andreas Lapp übernahmen im Jahr 1809 seine Witwe Katharina Barbara und der gemeinsame Sohn Christian Carl das Anwesen. Christian Carl Lapp ist zwischen 1815 und 1847 im Wohnhaus nachweisbar. Das Haus war mit einer Scheune ausgestattet, die in Richtung des Rathausplatzes ausgerichtet war und erst in den 1950er Jahren verschwand.
Im Jahr 1847 erwarb die Standesherrschaft der Grafen zu Castell das Haus. Im Jahr 1859 gelangte das Gebäude weiter an die Gräfliche Kreditkasse, die heutige Castell-Bank. Hier zogen in der Folgezeit gräfliche Bedienstete ein. 1925 richtete man hier die Landpolizei-Station ein. 1962 wurde sie aufgelöst. Durch Kauf gelangte 1975 der Zimmerergehilfe Alfred Panzer an das Haus. Er ließ das Anwesen umfassend renovieren und den Abortanbau an der Hausrückseite abreißen. Das Haus wird vom Bayerischen Landesamt für Denkmalpflege als Baudenkmal geführt.

## Beschreibung
Das Haus präsentiert sich als zweigeschossiger Mansarddachbau. Es wurde traufseitig zur angrenzenden Straße hin errichtet. Während das Erdgeschoss des Baus in Massivbauweise entstand, wurde das Obergeschoss als Fachwerkbau aufgerichtet. Es erinnert damit an ähnliche Bauten in der Straße Im Oberdorf, wie die ehemalige Schule mit der Hausnummer 9 sowie das benachbarte Wohnhaus. Im Sockelgeschoss entstand ein rundbogiger Kellereingang, der mit der Jahreszahl 1782 verziert wurde.